# عصا بيضاء

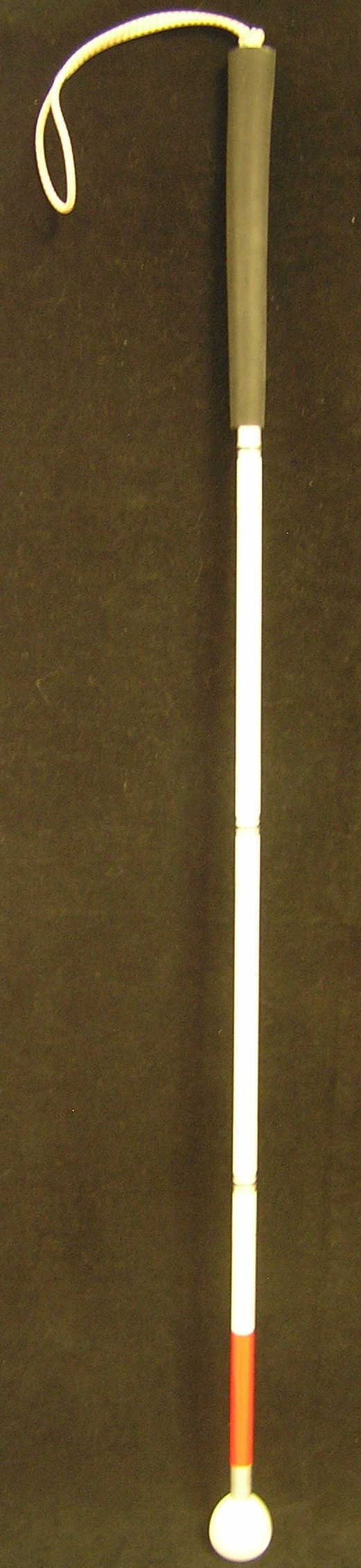
العصا البيضاء التي يستعملها المكفوفون

العصا البيضاء وسيلة تعويضية يعتمد عليها المكفوفون، الغرض منها تحسس الطريق واتقاء الاصطدام بالأجسام أثناء الحركة بتحريكها إلى الأمام والجانبين، كذلك تكون وسيلة للفت انتباه الناس إلى أن حامل هذه العصا كفيف لمن يريد أن يتطوع لمساعدته ولتنبيه قادة المركبات لتوخي الحذر بعدم الاصطدام بحاملها، وتصنع عادة من معدن خفيف الوزن أو من البلاستيك من مجموعة من الوصلات ليسهل طيها عند عدم الحاجة. وفي السنوات الأخيرة ظهرت بعض الأنواع من العصا البيضاء مزودة بحساسات إلكترونية لتنبيه المستخدم عند وجود عوائق مادية في طريقه.